# Palair-Macedonian-Airways-Flug 301
Auf dem Palair-Macedonian-Flug 301 (Flugnummer IATA: 3D301, ICAO: PMK301) verunglückte am 5. März 1993 eine Fokker 100 der staatlichen Fluggesellschaft Palair Macedonian Airways, die einen internationalen Linienflug zum Flughafen Zürich-Kloten durchführen sollte. Nach dem Startlauf vom Flughafen Skopje bei winterlichen Bedingungen war es aufgrund einer Vereisung der Tragflächen zu einem Strömungsabriss gekommen. Bei dem Unfall wurden 83 der 97 Personen an Bord der Maschine getötet.

## Maschine
Die elf Monate alte Fokker 100 mit der Werksnummer 11393 war im Werk von Fokker in Schiphol montiert worden und absolvierte ihren Erstflug am 23. April 1992. Sie erhielt das niederländische Luftfahrzeugkennzeichen PH-KXL, mit dem sie am 27. Januar 1993 an die Palair Macedonian Airways ausgeliefert wurde. Das zweistrahlige Mittelstrecken-Schmalrumpfflugzeug war mit zwei Turbofantriebwerken vom Typ Rolls-Royce Tay 620-15 ausgestattet. Die Maschine hatte seit ihrer Erstinbetriebnahme 188 Betriebsstunden bei 136 Starts und Landungen absolviert. Eigentümer der Maschine war der niederländische Leasinggeber Aircraft Trading and Financing (ATF).

## Passagiere und Besatzung
Es befand sich eine zweiköpfige Cockpitbesatzung an Bord, bestehend aus einem Flugkapitän und einem Ersten Offizier. Kapitän war der 49-jährige Niederländer Peter Bierdrager, der auf dem Flug als Prüfkapitän eingesetzt wurde. Bierdranger hatte seine letzte medizinische Untersuchung im Jahr 1992 absolviert und verfügte über 11.200 Stunden Flugerfahrung, wovon er 1180 im Cockpit einer Fokker 100 absolviert hatte. Neben der Fokker 100 verfügte er über Musterberechtigungen für die Fokker F-27, die Fokker F28 und die Fokker 50. Er wurde von der ATF gestellt und saß im rechten Cockpitsitz. Als Erster Offizier befand sich ein 34-jähriger mazedonischer Pilot an Bord, der über 5580 Stunden Flugerfahrung verfügte, von denen er jedoch erst 65 Stunden mit der Fokker 100 absolviert hatte. Er war früher für die Fluggesellschaft Jugoslovenski Aerotransport (JAT) geflogen und saß auf dem Flug in dem linken Sitz. Die Kabinenbesatzung bestand aus drei Flugbegleitern, welche, wie der Erste Offizier, von der Palair Macedonian gestellt wurden.
Den Flug nach Zürich hatten 92 Passagiere angetreten, von denen die meisten als Arbeitsmigranten in die Schweiz ausreisen wollten.

## Wetter
Am 5. März 1993 herrschte auf dem Flughafen Skopje leichter bis mäßiger Schneefall. Flughafenbedienstete berichteten, dass der Schnee schmolz, sobald er den Boden berührte. Vor dem Unfall hatte auf den Start-, Lande- und Rollbahnen sowie dem Vorfeld kein Schnee gelegen. Bei dem Niederschlag handelte es sich um Schneeregen. Die Temperaturen auf dem Flughafen betrugen etwa 0 °C. Die Maschine war dem Schneeregen ausgesetzt und die Temperaturen lagen unter dem Gefrierpunkt. Damit herrschten Vereisungsbedingungen.

## Vor dem Abflug
Das Flugzeug war um 9:40 Uhr Ortszeit mit einer 35-minütigen Verspätung in Skopje eingetroffen, nachdem es an diesem Tag einen planmäßigen Linienflug absolviert hatte. Der Flug nach Zürich sollte um 10:50 Uhr starten. Auf dem Flug nach Skopje hatten die Piloten gemutmaßt, dass sie bei einem Weiterflug nach Zürich gegen die Ruhezeitvorschriften verstoßen würden. Der Flugbetriebsleiter bestätigte dies nach ihrer Ankunft und beschloss, für den Flug nach Zürich eine neue Besatzung einzusetzen. Er selbst sollte dabei als Prüfkapitän mitfliegen. 
Zwischen 9:55 Uhr und 10:00 Uhr wurde die Fokker mit 2000 kg Kerosin betankt, womit die Kraftstoffmenge auf 6803 kg ergänzt wurde. Um 10:30 Uhr traf die neue Besatzung am Flughafen ein und ging direkt zur Maschine. Aufgrund der Wetterverhältnisse beschloss der Kapitän, die Maschine nochmals mit 907 kg Kerosin zu betanken. Dieser Tankvorgang dauerte von 10:35 Uhr bis 10:45 Uhr. 
Die technische Kontrolle der Maschine war vertraglich mit der Swissair vereinbart worden. Für diesen Zweck flog ein Flying Station Engineer (FSE) der Swissair auf Flügen von Zürich in der Maschine mit. Dieser führte nach der Landung die Wartungschecks an der Maschine durch.
Der Flugzeugabfertiger führte einen Rundgang um die Maschine durch und tastete beide Tragflächenvorderkanten auf Eisbildung ab. Er teilte mit, dass er keine Eisbildung feststellen könne, sondern nur Feuchtigkeit von der Schneeschmelze. Nachdem die neue Besatzung die Maschine bestiegen hatte, führte der FSE einen erneuten Rundgang um die Maschine durch und wurde dabei von drei Mitgliedern der Bodencrew der Palair begleitet. Die Tragflächen wurden gesichtet und deren Vorderkanten abgetastet. Der Mitarbeiter der Bodencrew, der die Prüfungen durchführte, äußerte, dass es keine Eisablagerungen, sondern nur Schneeschmelze erkennen könne. Die Crewmitglieder fragten daraufhin den FSE, ob eine Enteisung durchgeführt werden solle. Dabei schob ein Crewmitglied demonstrativ mit dem Arm eine Ladung Schneeschmelze von der Tragfläche. Der FSE erklärte, dass eine Flugzeugenteisung nicht notwendig sei und dass jegliche Ablagerungen beim Startlauf durch den Fahrtwind von den Tragflächen geblasen werden würden.
Während die Fokker zur Startposition rollte, wurde eine Jakowlew Jak-42D der Vardar Air enteist. Dies war die erste Flugzeugenteisung an diesem Tag.

## Unfallhergang
Die Maschine wurde zum Zeitpunkt des Unfalls durch den Ersten Offizier gesteuert. Um 11:11 Uhr Ortszeit erhielt die Besatzung die Freigabe zum Start von Bahn 34. Zu diesem Zeitpunkt hatte starker Schneefall eingesetzt, der die Sichtweite auf 900 Meter reduzierte. Von ihrer Startposition konnten die Piloten das Ende der Startbahn ebenso wenig einsehen, wie die diensthabende Fluglotsin. Sie beschleunigten die Maschine, die 28 Sekunden nach der Startfreigabe rotierte. Zwei Sekunden nach dem Abheben fing die Fokker an, stark zu vibrieren. Während die Maschine auf eine Höhe von etwa 160 Fuß (49 Meter) stieg und die Fluggeschwindigkeit auf ca. 160 Knoten (296 km/h) stieg, rollte die Maschine stark nach links und dann nach rechts, mit Rollwinkeln von 50 und 55 Grad. Die Piloten betätigten daraufhin die Quer- und Seitenruder, um die Fluglage der Maschine zu korrigieren. Der Warnton über die Abschaltung des Autopiloten ertönte und anschließend die Warnmeldung über eine zu hohe Sinkrate. Etwa 380 Meter hinter dem Startbahnende berührte die rechte Tragflächenendspitze in einem Winkel von 90 Grad den Boden, anschließend überschlug sich die Maschine. Der Rumpf brach dabei in drei Teile auseinander. Die Maschine explodierte und ging in Flammen auf.

## Rettungseinsatz und Bergungsarbeiten
Die erste Meldung über den Absturz kam von einem Hubschrauberpiloten der Friedenstruppen der Vereinten Nationen, der den Aufschlag gehört hatte und zur Absturzstelle eilte. Er konnte sieben Überlebende von der Unfallstelle retten. Anschließend trafen weitere Rettungskräfte vom Flughafen sowie von der UN ein. Es wurden 20 Überlebende zum Krankenhaus in Skopje transportiert, fünf von ihnen befanden sich in einem kritischen Zustand. Bei vier der Überlebenden wurde bei der Ankunft im Krankenhaus der Tod festgestellt, weitere verstarben in den Folgetagen an ihren Verletzungen. Am Ende überlebten 14 Personen den Absturz. 
Die Wrackteile der Maschine wurden später auf LKW der UN verladen und abtransportiert.

## Unfalluntersuchung
Da die Maschine in den Niederlanden gebaut und zugelassen worden war, arbeiteten die mazedonischen Behörden bei der Unfalluntersuchung eng mit dem niederländischen Raad voor de Luchtvaart zusammen, welcher auch den Abschlussbericht zu dem Unfall erstellte. 
Es konnte festgestellt werden, dass die Maschine insgesamt über eine Dauer von einer Stunde und 15 Minuten einem Niederschlag ausgesetzt war, der zunächst leicht, später mäßig war. Aufgrund der vorherrschenden Wetterbedingungen zum Unfallzeitpunkt schätzten die Ermittler, dass die Tragflächen von einer Schneeschicht bedeckt waren, die möglicherweise an der Außenhaut der Maschine festgefroren sei. Es wurde zwar eine Sicht- und Tastprüfung durchgeführt, aber diese konnte nur durch groß gewachsene Personen effektiv vorgenommen werden und auch diese konnten lediglich zu den Vorderkanten der Tragflächen gelangen, nicht jedoch an die Oberflächen. Zudem stellten sie fest, dass die Tanks bei der Ankunft mit „kaltem Treibstoff“ gefüllt waren, der die Tankaußenwände abkühlte und somit eine Eisbildung an den Tragflächen begünstigte. So sei vor dem Abflug durch einen Bodentechniker ein Frostansatz an den Tragflächenunterseiten erkannt worden.

### Vereisungsanfälligkeit von Fokker-Maschinen
Die Fokker 100 basiert technisch auf dem Vorgängermodell Fokker F28. Dieses war in eine Reihe von Zwischenfällen verwickelt:
- Am 25. Februar 1969 kam es bei einer Fokker F28-1000 der LTU beim Start vom Flughafen Hannover-Langenhagen zu einem Strömungsabriss aufgrund vereister Tragflächen. Der Start konnte noch rechtzeitig abgebrochen werden, sodass von den 11 Insassen an Bord der Maschine niemand zu Schaden kam.[1]
- Am 26. Januar 1974 kam es beim Start einer F28-1000 der Türk Hava Yollari (TC-JAO) am Flughafen Izmir zu einem schweren Unfall. In acht bis zehn Meter Höhe kam es zu einem Strömungsabriss, die Maschine drehte sich plötzlich nach links und stürzte 100 Meter von der Piste entfernt ab. Von den 73 Insassen kamen 66 ums Leben. Die Maschine sollte nach İstanbul-Atatürk fliegen. Unfallursachen waren zu starkes Rotieren (Anheben der Nase) und Raureif auf den Tragflächen  (siehe auch Turkish-Airlines-Flug 301).[2]
- Am 10. März 1989 stürzte eine Fokker F28-1000 (C-FONF) der Air Ontario nahe dem Flughafen von Dryden, Ontario auf dem Weg von Thunder Bay nach Winnipeg über Dryden 49 Sekunden nach dem Abheben ab. Es kamen 21 von 65 Passagieren und 3 von 4 Besatzungsmitgliedern ums Leben. Aufgrund des defekten Hilfstriebwerks (APU) musste ein Motor am Boden laufen. Allerdings war hierbei die Enteisung verboten und unterblieb daher, was zum Absturz führte (siehe auch Air-Ontario-Flug 1363)
- Am 22. März 1992 stürzte eine Fokker F28-4000 der USAir (Kennzeichen N485US) auf dem Flug nach Cleveland wegen vereister Tragflächen beim Start vom Flughafen New York-LaGuardia in die Flushing Bay. Von den 51 Personen an Bord starben 27 (siehe auch USAir-Flug 405).[3][4]

Ein von Fokker veröffentlichtes Gutachten wies darauf hin, dass es bereits bei geringen Ansammlungen von Eiskristallen auf den Tragflächen zu einer wesentlichen Beeinträchtigung der aerodynamischen Eigenschaften einer Fokker F28 kommen kann. Infolge der letzten beiden Zwischenfälle wurden die Enteisungspraktiken auf nordamerikanischen Flughäfen erheblich reformiert. Seitdem war es zu keinem vereisungsbedingten Zwischenfall einer Fokker F28 mehr gekommen.

## Bedeutung
Es handelte sich um den ersten Flugzeugverlust und tödlichen Zwischenfall einer Fokker 100. Seit dem Absturz einer weiteren Maschine dieses Typs auf dem TAM-Linhas-Aéreas-Flug 402 mit 99 Toten ist es der zweitschwerste Unfall einer Fokker 100. Es handelte sich seinerzeit zudem um den schwersten Flugunfall in Mazedonien, seit dem Flugunfall einer Jakowlew Jak-42D auf dem Avioimpex-Flug 110 am 20. November 1993 mit 116 Toten ist es der zweitschwerste.